# John Watters
John Watters (nascido em 24 de fevereiro de 1955) é um ex-ciclista australiano que competiu nos Jogos Olímpicos de Verão de 1984, representando a Austrália.